# Montero (Call Me by Your Name)
"Montero (Call Me by Your Name)" (cách điệu: MONTERO (Call Me By Your Name)) là một album và tựa đề ca khúc của ca sĩ kiêm rapper người Mỹ Lil Nas X. Được giới thiệu lần đầu trong quảng cáo Super Bowl LV vào tháng 2 năm 2021, bài hát được phát hành vào ngày 26 tháng 3 năm 2021, với phiên bản mở rộng được phát hành ba ngày sau đó vào ngày 29 tháng 3. Được viết bởi Lil Nas X cùng với các nhà sản xuất Take a Daytrip, Omer Fedi và Roy Lenzo, đây là ca khúc chủ đề trong album phòng thu sắp tới của Lil Nas X, Montero, dự kiến phát hành vào giữa năm 2021.

## Danh sách bài hát
- Phiên bản gốc[7]

1. "Montero (Call Me by Your Name)" — 2:17

- Phiên bản mở rộng[8]

1. "Montero (Call Me by Your Name)" — 2:17
2. "Montero (Call Me by Your Name) (Phiên bản mở rộng của Satan)" — 2:50
3. "Sun Goes Down" — 2:53
4. "Industry Baby" — 3:56
5. "That's What I Want!" — 2:41

- Phiên bản nhạc cụ[9]

1. "Montero (Call Me by Your Name)" — 2:17
2. "Montero (Call Me by Your Name) (Phiên bản mở rộng của Satan)" — 2:50
3. "Montero (Call Me by Your Name) (Nhưng Lil Nas X giữ im lặng suốt toàn bộ bài hát)" — 2:48

- Phiên bản cappella[10]

1. "Montero (Call Me by Your Name)" – 2:17
2. "Montero (Call Me by Your Name)" (Nhưng Lil Nas X tạo âm thanh bằng miệng) – 2:20
3. "Montero (Call Me by Your Name)" (Phiên bản mở rộng của Satan) – 2:50
4. "Montero (Call Me by Your Name)" (Nhưng Lil Nas X giữ im lặng suốt toàn bộ bài hát) – 2:48

## Bảng xếp hạng
| Bảng xếp hạng (2021)                   | Vị trí cao nhất |
| -------------------------------------- | --------------- |
| Argentina (Argentina Hot 100)          | 86              |
| Úc (ARIA)                              | 1               |
| Áo (Ö3 Austria Top 40)                 | 1               |
| Bỉ (Ultratop 50 Flanders)              | 2               |
| Bỉ (Ultratop 50 Wallonia)              | 2               |
| Brazil (UBC Top Streaming)             | 9               |
| Canada (Canadian Hot 100)              | 1               |
| Canada CHR/Top 40 (Billboard)          | 21              |
| Canada Hot AC (Billboard)              | 44              |
| Cộng hòa Séc (Singles Digitál Top 100) | 1               |
| Đan Mạch (Tracklisten)                 | 2               |
| Châu Âu Digital Song Sales (Billboard) | 9               |
| Phần Lan (Suomen virallinen lista)     | 1               |
| Pháp (SNEP)                            | 1               |
| Đức (GfK)                              | 2               |
| Hy Lạp (IFPI)                          | 1               |
| Hungary (Single Top 40)                | 3               |
| Hungary (Stream Top 40)                | 1               |
| Ireland (IRMA)                         | 1               |
| Ý (FIMI)                               | 10              |
| Lithuania (AGATA)                      | 1               |
| Mexico Airplay (Billboard)             | 26              |
| Hà Lan (Dutch Top 40)                  | 7               |
| Hà Lan (Single Top 100)                | 2               |
| New Zealand (Recorded Music NZ)        | 2               |
| Na Uy (VG-lista)                       | 1               |
| Ba Lan (Polish Airplay Top 100)        | 61              |
| Bồ Đào Nha (AFP)                       | 1               |
| Singapore (RIAS)                       | 3               |
| Slovakia (Singles Digitál Top 100)     | 1               |
| Tây Ban Nha (PROMUSICAE)               | 5               |
| Thụy Điển (Sverigetopplistan)          | 4               |
| Thụy Sĩ (Schweizer Hitparade)          | 2               |
| Anh Quốc (OCC)                         | 1               |
| Hoa Kỳ Billboard Hot 100               | 1               |
| Hoa Kỳ Pop Airplay (Billboard)         | 24              |
| Hoa Kỳ Rhythmic (Billboard)            | 28              |
| US Rolling Stone Top 100               | 1               |

## Chứng chỉ
| Quốc gia                                                    | Chứng nhận | Số đơn vị/doanh số chứng nhận |
| ----------------------------------------------------------- | ---------- | ----------------------------- |
| Anh Quốc (BPI)                                              | Silver     | 200.000‡                      |
| ‡ Chứng nhận dựa theo doanh số tiêu thụ và phát trực tuyến. |            |                               |

## Lịch sử phát hành
| Vùng     | Ngày                     | Định dạng                       | Phiên bản  | Nhãn hiệu        | Ref.   |
| -------- | ------------------------ | ------------------------------- | ---------- | ---------------- | ------ |
| Various  | ngày 26 tháng 3 năm 2021 | Tải xuống kỹ thuật số streaming | Nguyên bản | Columbia         | [ 7 ]  |
| Mỹ       | Ngày 30 tháng 3 năm 2021 | Rhythmic contemporary radio     | Nguyên bản | Columbia         | [ 50 ] |
| Nơi khác | Ngày 30 tháng 3 năm 2021 | Tải xuống kỹ thuật số streaming | Mở rộng    | Columbia         | [ 8 ]  |
| Nơi khác | Ngày 31 tháng 3 năm 2021 | Tải xuống kỹ thuật số streaming | Nhạc cụ    | Columbia         | [ 9 ]  |
| Ý        | Ngày 2 tháng 4 năm 2021  | Contemporary hit radio          | Nguyên bản | Sony Music Italy | [ 51 ] |
| Mỹ       | Ngày 6 tháng 4 năm 2021  | Contemporary hit radio          | Nguyên bản | Columbia         | [ 52 ] |
| Nơi khác | Ngày 23 tháng 4 năm 2021 | Tải xuống kỹ thuật số streaming | A cappella | Columbia         | [ 10 ] |